# バイト (雑誌)
バイト（BYTE）は、米国で創刊された、1970年代後半から1980年代末にかけて広範囲な内容で影響力を誇ったマイクロコンピュータ雑誌。1980年代中ごろから、パソコン雑誌の多くは MS-DOS (PC) または Mac に専門化していき、ビジネスまたは家庭での利用に特化していったが、バイト誌は「小さいコンピュータとソフトウェア」という領域全体を扱い続け、時にはスーパーコンピュータや高信頼コンピュータなども扱った。ユーザー指向ではなく、技術的詳細を扱っていた。他国でも提携出版社による各国語版が発行され、日本では「日経バイト」が発行された。バイトの名称とロゴは2012年現在も使われ続けているが、オンラインのみであり方向性も従来とは異なる。
バイト誌は1975年、最初のパーソナルコンピュータがエレクトロニクス雑誌のキット広告として登場した直後に創刊した。月刊誌であり、年間購読料は10ドルだった。

## 創刊
アマチュア無線雑誌『73』の1975年8月号で、編集者のウェイン・グリーンは社説欄に次のように書いた。
73 でのコンピュータ関連記事への反応は熱狂的で、ピーターバラ（ニューハンプシャー州）の我々も心を奪われた。5月25日、我々は小さなコンピュータ・ホビー誌（発行部数400部）を発行している出版社を買い取る契約を結び、8月から刊行予定の新雑誌 BYTE を編集することにした。
バイト誌の初代編集長カール・ヘルマーズは1周年記念号で「バイトは1975年9月号から始まった。創刊号は1975年5月25日から7週間かけて制作された」と書いている。
出版元はウェイン・グリーンの元妻ヴァージニア・L・グリーン（元 73 Inc. の営業部長）が所有する新たな出版社 Green Publishing で、ヴァージニアは10年前にグリーンと離婚しているが姓を戻さずそのままグリーンを名乗っていた。手元の資金が少なかったので、彼女は家族からも出資金を借りた。創刊当初はニューハンプシャー州ピーターバラ周辺の個人や企業に大部分を下請けに出していた。73誌はスタッフ能力に余力があったので、創刊から4号まで版下のほとんどを下請けとして制作した。その4号のうち3号で、ウェイン・グリーンは印刷に回す直前、無断で奥付に編集人として自分の名前を入れた。そのようなことが3度繰り返された後、ヴァージニア・グリーンは 73 編集部に依頼していた全ての仕事を止めさせ、別の業者と成長しつつあったバイト誌自身のスタッフを使うようにした。
1985年の Folio 誌の記事に「1975年11月のある日、ウェインが出社するとバイト誌のスタッフは1月号の原稿と共に出て行った後だった」とある。この記事が元となって、ヴァージニア・グリーンは Folio 誌とウェイン・グリーンを名誉毀損で訴えた。Folio 誌はウェイン・グリーンの証言について、ヴァージニア・グリーンやカール・ヘルマーズ、ヴァージニア・グリーンの出版社設立に関わった法律事務所などに裏づけ取材をしていなかった。Folio 誌とウェイン・グリーンは裁判が始まる前にヴァージニア・グリーンに大金を支払って和解した。
1976年1月号では、編集人にヴァージニア・グリーンの名が記されている。
ヴァージニア・グリーン・ウィリアムソンの2人目の夫で弁護士のゴードン・ウィリアムソンは、ウェイン・グリーンについて書いた著書See Wayne run. Run, Wayne, runの中で、ウェイン・グリーンがバイト誌創刊に果たした役割は小さく、両者の間の訴訟もウェイン・グリーンに不利な形で決着したと書いている。
1976年2月号では、この移転について「キーストン・コップスを髣髴とさせるロマンティックなオペレッタのように始まった後、バイト誌は最終的にオフィスを移転した」と記している。
1976年秋、ウェイン・グリーンは新たなコンピュータ雑誌 Kilobyte の創刊を発表。バイト誌ではすぐに KILOBYTE を商標登録して、その名を冠した漫画を連載しはじめた。これ以降、バイト誌は様々な関連商標を登録することになった。バイト誌はウェイン・グリーンと Kilobyte を商標権侵害で訴え、ウェインは誌名を創刊前から Kilobaud に変更することになった。バイト誌は競合他誌については誌上で言及しない編集方針であり、ウェイン・グリーンの出版物についても同様だった。バイト誌も 73 Inc. もニューハンプシャー州ピーターバラという小さな町にあり、その後もライバル関係が続いた。

## 初期
バイト誌には多くの広告や原稿が集まった。創刊号（1975年9月号）には、Hal Chamberlin の Which Microprocessor For You?、ダン・フィルストラの Write Your Own Assembler、ドン・ランカスターの Serial Interface といった記事が掲載された。広告としては、ゴッドバウト、MITS、プロセッサ・テクノロジー、SCELBIなどがあった。
初期には、電子機器やソフトウェアのDIY的記事が多く見られた。エレクトロニクス技術者 Steve Ciarcia が連載した Ciarcia's Circuit Cellar は、コンピュータを改造したり拡張したりする小さなプロジェクトを次々と掲載した（なおこれが後に組み込みシステムに特化した雑誌 Circuit Cellar へと発展している）。このころの特筆すべき記事としては、音響テープにデータを記録するためのカンサスシティスタンダードについての記事、S-100バスにディスクドライブを接続する記事、各種プログラミング言語処理系のソースコード（Tiny C、BASIC、アセンブラ）、最初のマイクロコンピュータ用OSであるCP/Mについての記事などがある。マイクロソフト（当時は"Micro-Soft"）の最初の広告（Intel 8080 向けのBASICインタプリタの広告）も掲載された。
コンピュータサイエンスに属する内容の記事や、時には特集もあり、第6巻第8号（1981年8月号）のSmalltalk特集は、その表紙のカラフルな気球とともに知られている。

## 成長と変化
1979年春、ヴァージニア・ウィリアムソンはバイト誌をマグロウヒルに売却した。その後も含め創刊から約8年間、1983年までバイト誌の編集に関わり続け、その後マグロウヒルの副社長となった。1981年に IBM PC が登場すると、間もなく編集方針が変更された。徐々にDIY的記事を減らし、製品レビューを開始した。扱うハードウェアとソフトウェアの範囲は相変わらず広かったが、「何かをする方法」を示すのではなく、「何をするものか」や「どう働くのか」といった傾向の記事になっていった。中心はホビーパソコンとパーソナルコンピュータだが、個人が購入する可能性のあるコンピュータやソフトウェアなら何でも扱った。
1975年から1986年まで、表紙イラストは主に Robert Tinney が描いていた。1987年から製品の写真が表紙に使われるようになり、Steve Ciarcia の "Circuit Cellar" も連載終了となった。
1985年ごろ、BIX (Byte Information Exchange) というオンラインサービスを開始。テキストのみの電子掲示板サイトで、CoSy というソフトウェアを使っていた。接続はダイヤルインか、1時間単位の使用料が余分にかかる Tymnet X.25 ネットワークを利用できる。月額使用料は13ドルで、X.25接続の場合は1時間1ドルかかる。CompuServeとは異なり、高速アクセスでも料金は変わらない。バイト誌のスタッフの多くがサービス運営に関わった。後にゲートウェイが設置され、システム外と電子メールで通信可能となった。
バイト誌は成長を続けた。1990年には1インチ（2.54cm）ほどの分厚い月刊誌となっており、読者層は主にプロの技術者となっていた。年間購読料は56ドルで、当時としては高額な部類である。1993年にはウェブサイトを開設した。byte.com というドメイン名を取得し、一部の記事をウェブ上にも掲載しはじめた。
日本、ブラジル、ドイツ、ヨルダンなど、海外にも姉妹誌ができた。

## 印刷物からオンラインへ
発行部数と広告収入が減ってくると、1998年5月、マグロウヒルはバイト誌をコンピュータ関連雑誌を専門とする CMP Media（後のUBM）に売却。編集者やライターはCMPが再活性化してくれると期待したが、1998年6月号を最後に休刊となり、CMP Media は大掛かりな製品実験室を閉鎖し、全スタッフを解雇した。定期購読者には代わりとしてCMPのWindows関連の2誌のいずれかを選択できるようにした。
ドイツと日本ではバイト誌（の姉妹誌）の出版がそのまま続けられたが、日本の日経バイトは2006年1月号を最後に休刊となった。トルコ版は数年間休刊したが、後に再開している。アラビア語版は突然休刊となった。
バイト誌のコラムニストの多くは個人のウェブサイトへと執筆の場を移していった。中でもSF作家ジェリー・パーネルのブログ "The View From Chaos Manor" は長く続いたコラムから派生しており、パワーユーザーの観点からコンピュータについて書いている。休刊後も、ジェリー・パーネルのコラムはトルコ版や日本版で連載され続けた。1999年、CMPはバイト誌をウェブ雑誌として復活させ、2002年から購読者のみ閲覧可能とした。2009年にはこれも閉鎖となった。

## Byte.com の再立ち上げ
2011年7月11日、UBM TechWeb は、"BYTE" の名を復活させ、BYTE.com を再立ち上げした。再立ち上げ時の編集長は技術系ジャーナリスト Gina Smith。2011年9月26日には Larry Seltzer が後を引き継いだ。
Byte.comは2013年に閉鎖された。2020年現在、このドメインはUBM TechWebが発行する姉妹誌の技術雑誌『インフォメーションウイーク』のウェブサイトにリダイレクトされている。